# Virgin Mountains
Die Virgin Mountains sind eine kleine Gebirgskette im Grenzbereich zwischen den Großregionen Colorado-Plateau und Basin and Range im südöstlichen Teil des US-Bundesstaates Nevada und nordwestlichen Teil von Arizona. Das Gebirge verläuft auf dem linken Ufer des Virgin Rivers bis zu dessen Mündung in den Lake Mead mit einer Länge von ca. 60 km von Nordosten nach Südwesten. Bei einer maximalen Breite von 13 km umfasst es eine Fläche von etwa 300 Quadratkilometern. Die höchsten Erhebungen bilden der Virgin Peak mit 2461 Metern und der Mount Bangs mit 2442 Metern über dem Meeresspiegel. Der nächstgelegene Ort ist Mesquite in Nevada.
Der größte Teil des Gebirges ist im Bundesbesitz und liegt im Zuständigkeitsbereich des Bureau of Land Management (91,6 %). Im Nordosten gehören Teile des Gebirges nördlich des Mount Bangs zum Naturschutzgebiet Grand Canyon-Parashant National Monument unter der Verwaltung des BLM und zur Paiute Wilderness, einer Wilderness Area und damit der strengsten Klasse von Schutzgebieten in den USA. Die Virgin Mountains sind durch arides Klima geprägt, die Vegetation ist dünn. Die Tierwelt schließt eine große Anzahl von Eidechsenarten sowie die Gefleckte Klapperschlange und Arizonanattern ein.